# InSpectres
InSpectres is een humoristische role-playing game waarin de personages de werknemers zijn van het bedrijfje InSpectres ("Fighting the forces of darkness so you don't have to!"), dat zich specialiseert in het oplossen van bovennatuurlijke problemen. Het idee is gebaseerd op de film Ghostbusters.

## Genre
Komische horror.

## Personages
De personages zijn, zoals gezegd, werknemers (en vaak oprichters) van het bedrijfje InSpectres. Dit specialiseert zich in het oplossen van allerlei nare problemen met bovennatuurlijke verschijningen. Last van klopgeesten? Lopen er zombies in uw tuin? Ligt de kelder ineens vol groen slijm? Geen nood - bel InSpectres!
Personages hebben vier eigenschappen: Academics, Athletics, Technology en Contact. De eerste wordt gebruikt voor alles wat met kennis en intelligentie te maken heeft, de tweede voor alle fysieke zaken, de derde voor alles waarbij technologie, waaronder pistolen, auto's en experimentele spokenverdelgers, een rol speelt, en de vierde voor alles wat met sociale contacten te maken heeft. Over deze vier eigenschappen worden negen punten verdeeld. Daarnaast heeft elk personage een talent, iets waarin hij of zij heel goed is.

## Regels

### Basisregels
De regels van het spel zijn simpel. Wanneer je iets wil doen rol je net zoveel 6-zijdige dobbelstenen als je punten in de bijbehorende eigenschap hebt. De hoogste dobbelsteen geeft de mate van succes aan. Een tabelletje geeft voor alle uitkomsten van 1 tot 6 aan wat er gebeurt: hoe hoger, hoe succesvoller het personage. Bovendien geldt dat bij 4 tot 6 de speler mag vertellen wat er gebeurt, terwijl bij 1 tot 3 de gamemaster dat mag doen. (Hoewel wordt aanbevolen dat de speler zelf suggesties doet.) Speelt je talent een rol in je actie, dan krijg je een bonusdobbelsteen.

### Reserves, stress, confessional
Dit is de basis van het spel, maar er zijn drie zaken die het wat gecompliceerder maken: de reserves van het bedrijf; stress; en de confessional.
Het bedrijf verdient geld, wat gerepresenteerd wordt door dobbelstenen. Deze kunnen gespendeerd worden aan de bibliotheek, aan de sportschool of aan het kopen van coole gadgets. Ook kan het geld op de bank gezet worden. Functioneel komt het erop neer dat al het verdiende geld in een van vier potjes gestopt wordt. De dobbelstenen op de bibliotheekpas kunnen tijdens het spel gebruikt wordt om bonussen op Academics-rollen te krijgen, die op de spoortschoolkaart voor Athletics-rollen, en die op de creditcard voor Technology-rollen. Dobbelstenen in de bank kunnen voor alles gebruikt worden, maar bergen het risico in zich dat ze plotseling allemaal weg zijn.
Elke opdracht die InSpectres aanneemt levert een van tevoren vastgesteld aantal dobbelstenen op. Door 6 en 5 te rollen op eigenschap-rollen tijdens de missie verdien je dobbelstenen. Zodra er genoeg dobbelstenen verdiend zijn kan de missie tot een einde gebracht worden. De verdiende dobbelstenen kunnen vervolgens weer over de vier potjes verdeeld worden, en men moet ze gebruiken om stress af te kopen.
Elke keer wanneer er iets engs, frustrerends of gevaarlijks gebeurt vraagt de spelleider de aanwezige personages om een stress rol te maken. De speler rolt 1 tot 5 dobbelstenen, afhankelijk van hoe eng, frustrerend of gevaarlijk de spelleider vindt dat het is. Hier telt de laagste dobbelsteen. Hoe lager, hoe meer stress het personage krijgt. Dit uit zich door het verliezen van dobbelstenen in eigenschappen; die bij een totaal van 9 stress allemaal tot 0 zakken. Om deze weer terug te krijgen moeten het verdiende geld gespendeerd worden aan vakanties en dergelijke, op een basis van 1 dobbelsteen per punt stress.
Dan is er de Confessional - de biechtstoel. Het is alsof het normale spel een aflevering van een reality-tv show is, en er af en toe een shot in de studio is waar een van de personages commentaar geeft op wat er gebeurt, of op wat er te gebeuren staat. Zo kan de speler van Marie naar de Confessional - het liefst een echte stoel in de speelruimte - toelopen, en zeggen:
"Ik had meteen door dat er iets mis was met het meisje waar Henk mee stond te praten. Maar dat ze een vampier was merkte ik pas toen ze haar tanden in Henks nek zette."
En vanaf dat moment is het dus ook daadwerkelijk zo dat dat meisje een vampier is, en de groep is verplicht naar een moment toe te spelen dat zij haar tanden in zijn nek zet.

### Structuur van het spel
Elke sessie bestaat uit een aantal opdrachten. Meestal komt het erop neer dat er eerst een soort interview of vergadering is die iets met het bedrijf te maken heeft: een sollicitatiegesprek, media-aandacht, investeerders die een kijkje komen nemen, dat soort werk. Vervolgens krijgt InSpectres een opdracht; ze doen onderzoek, pakken de benodigde spullen, en lossen de zaak ter plekke op. Vervolgens wordt de winst verdeeld. (Of het verlies, want stress wil nog weleens hoog oplopen.)
Op een avondje spelen kan je, zeker als je het spel kent, wel een aantal opdrachten afwerken.
De Game Master hoeft niets voor te bereiden. Er zit een tabel in het spel waarmee je een willekeurige opdracht kan genereren, maar die gaat alleen over het eerste fenomeen dat de personages tegenkomen. Wat er echt aan de hand is - tja, dat volgt pas tijdens het spel, terwijl de spelers met de macht die ze door hoge rollen en de Confessional over het verhaal hebben elkaar in hilarische vondsten proberen te overtroefen.

## Uitbreidingen
Er zijn twee gratis supplementen voor InSpectres. In-Speckers toont in ongeveer tien pagina's hoe je het spel kan aanpassen om met een groepje kinderen in plaats van een bedrijfje te spelen. Unspeakable legt in drie pagina's uit hoe je het spel van komische in lovecraftiaanse horror kan veranderen; waarbij de Confessional bijvoorbeeld verandert in een dagboek.

## Weetjes
Jared A. Sorensen, de maker van InSpectres, heeft onder andere ook octaNe en het Sorcerer-supplement Schism gemaakt.